# Berceuse (Chopin)
El Berceuse (nana o canción de cuna) op. 57 de Frédéric Chopin es una obra para piano, escrita en 1843-1844 y publicada en Leipzig en 1845. Está escrita en re ♭ mayor, es un conjunto de variaciones sobre un tema ostinato de gran equilibrio e inspiración.

## Estructura
El compás de toda la obra es 6/8.